# Simplicia subterminalis
Simplicia subterminalis är en fjärilsart som beskrevs av Draeseke 1928. Simplicia subterminalis ingår i släktet Simplicia och familjen nattflyn. Inga underarter finns listade i Catalogue of Life.